# Amerikaanse auto in 1942
Dit artikel geeft een overzicht van alle Amerikaanse personenwagens geproduceerd in 1942 door een significante autoconstructeur. De auto's staan alfabetisch gerangschikt per merk. Hier staan enkel Amerikaanse merken, ongeacht of ze eigendom zijn van een niet-Amerikaans concern. Ook gaat het om constructeurs die algemeen bekend zijn met auto's die algemeen voor het publiek verkrijgbaar zijn. 
| Buick |                  | concern:               | General Motors Verenigde Staten |
| Buick | divisie:         |                        |                                 |
| Buick | merk:            | Buick Verenigde Staten |                                 |
| Buick | model:           | Series 40 /50/60/70/90 |                                 |
| Buick | einde productie: | 1948                   |                                 |
| Buick | productieaantal: | 690.739                |                                 |

| Dodge |                  | concern:               | Chrysler Verenigde Staten |
| Dodge | divisie:         |                        |                           |
| Dodge | merk:            | Dodge Verenigde Staten |                           |
| Dodge | model:           | WC 51                  |                           |
| Dodge | einde productie: | 1945                   |                           |
| Dodge | productieaantal: | 98.296                 |                           |